# Yangsigang Yangtzebrug
De Yangsigang Yangtzebrug (Chinees: 杨泗港长江大桥) is een hangbrug over de Yangtze die de stadsdistricten Hanyang en Wuchang van de provinciehoofdstad Wuhan verbindt, gelegen in de provincie Hubei in de Volksrepubliek China.
Bij zijn inauguratie op 8 oktober 2019 stond de hangbrug qua overspanning met zijn 1.700 m overspanning op de tweede positie in de wereldranglijst, enkel voorafgegaan door de elf jaar oudere Japanse Akashi-Kaikyo-brug. De totale lengte van de brug met de opritviaducten is 4.134 meter. De bouw van de brug kostte 8,5 miljard Chinese renminbi.
De brug heeft een dubbeldeks brugoverspanning en vervoert gemotoriseerde voertuigen, niet-gemotoriseerde voertuigen en voetgangers op de twee dekken. Het bovendek heeft zes rijstroken voor voertuigen die aansluiten op het stedelijke snelwegsysteem en 2 m brede voetpaden aan weerszijden van de brug. Het benedendek omvat nog vier rijstroken voor motorvoertuigen die aansluiten op de straten van de stad, twee rijstroken van 2,5 m voor niet-gemotoriseerde voertuigen en nog twee voetpaden. Beide dekken zijn 33 m breed. 